# درون (آیین)
دُرون (اوستایی: 𐬛𐬭𐬀𐬊𐬥𐬀؛ دْرَئُنَ) نان مخصوصی است که هنگام اجرای مراسم مذهبی زرتشتیان سر سفره گذاشته می‌شود. درون نان بدون خمیرمایه گردی بوده که با تشریفات خاصی تهیه می‌شده است.
در سابق در آئین مهری چهار الی شش قرص نان سر سفره می‌گذارده‌اند و همین رسم از آئین مهر به دین مسیح هم انتقال یافته‌است. در هنگام جشن فروردگان نیز نان درون حاضر می‌نمایند. واژه پهلوی درون که در اوستا درئون یا دَرَاٌنَه گفته شده عبارت از نان کوچک سفید گرد بدون خمیر مایه (پتیر) است که به ایزد سروش نذر می‌شود. این نان مقدس فقط علامت و اشاره ای است از برای هرگونه می‌زد و می‌زد کلیهٔ نذورات و خیرات غیرمایع مثل نان و میوه و گوشت است. درون یشتن از جمله مراسمی است که در آن از درون برای امشاسپندان یا ایزدان و فروهرهای درگذشتگان خیرات می‌شود.
در روایات داراب هرمزدیار به‌طور اختصار خصوصیات درون یاد شده و از درون مِه و درون کِه سخن رفته‌است. این تقسیم‌بندی بستگی به وزن و اندازه آن دارد.
دربارهٔ اهمیت دُرون میَزد متنی در کتاب روایات پهلوی با دادستان دینی آمده است. میَزد به معنی نذر یا ولیمه غیرمایع است مانند گوشت و نان و غیره که در جشن‌های مذهبی و سایر مراسم دیگر مانند آفرینگان و پزش، برای پیروان آئین مزدیسنی لازم بوده‌است.